# Энгелхард (гора)
Энгелхард (англ. Mount Engelhard) — гора в долине реки Санвапта в национальном парке Джаспер (Альберта, Канада). Расположена в 1 км к северо-западу от горы Кромвель и в 3 км к северо-северо-востоку от восточной вершины Статфилд-Пика в хребте Уинстона Черчилля Канадских Скалистых гор. Высота горы — 3270 м над уровнем моря.

## Название
Гора была названа в 1966 году в честь Джорджии Энгелхард, американской альпинистки, которая в течение 15 лет поднималась в Канадских Скалистых горах.

## История

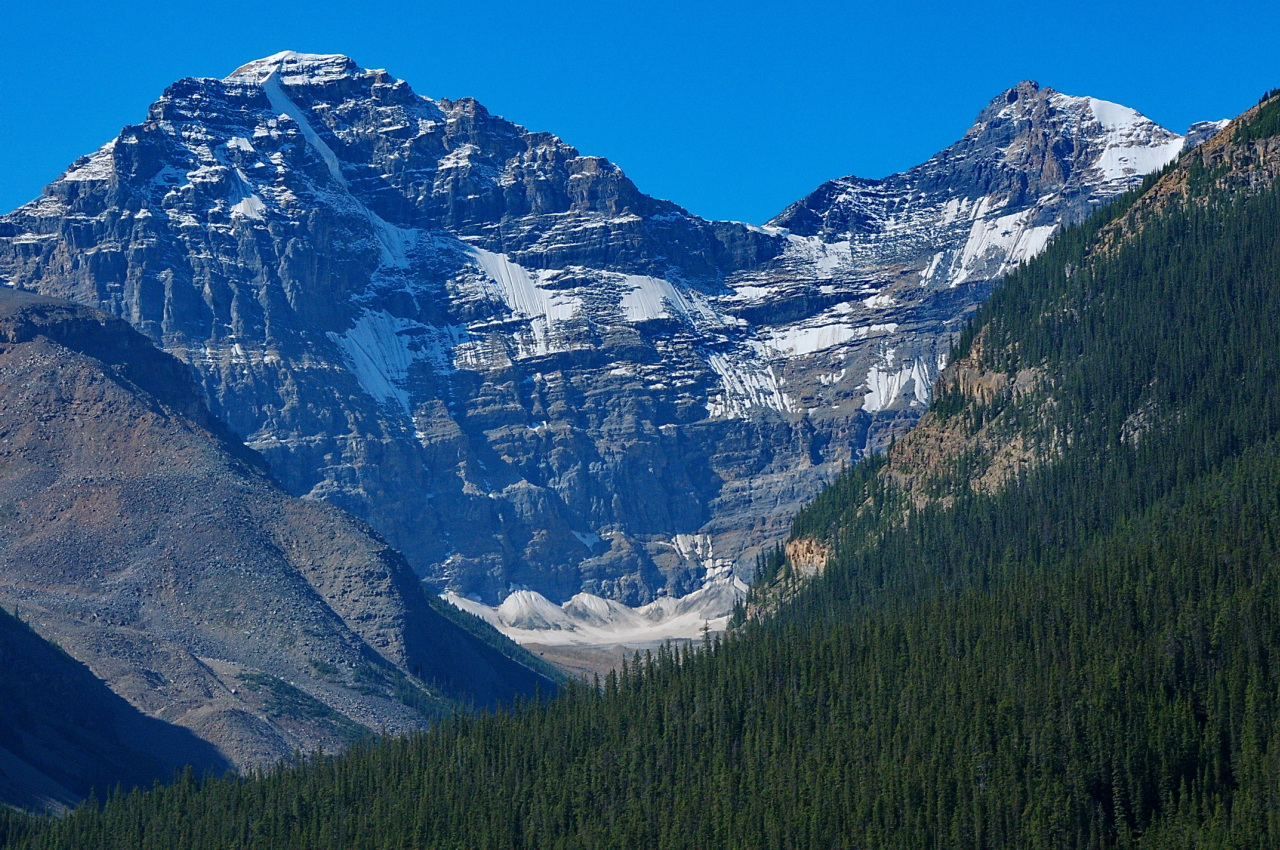
Горы Кромвель (слева) и Энгелхард (справа)

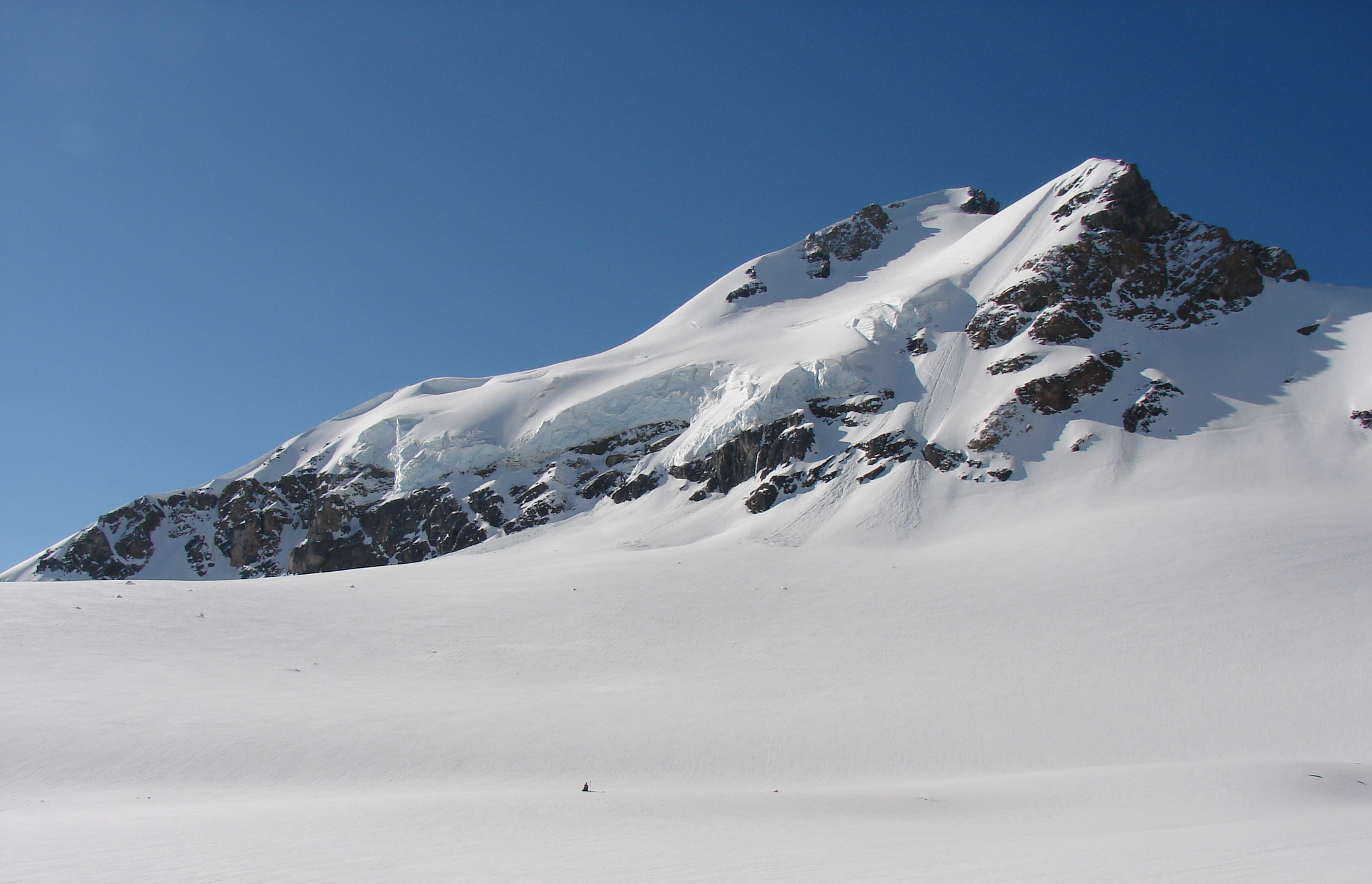
Северо-восточный склон горы

Первое восхождение совершили в 1930 году У. Хейнсворт, Дж. Ф. Леманн, М. Струмиа и Н. Д. Ваффл.

## Климат
По классификации Кёппена гора Энгелхард находится в субарктической климатической зоне с холодной снежной зимой и умеренным летом. Зимние температуры могут быть ниже −20 °C, при жёсткости погоды — ниже −30 °C. Территория горы находится в бассейне реки Атабаска.